# Быхава (гмина)
Быхава (пол. Bychawa) — гмина (волость) в Польше, входит как административная единица в Люблинский повет, Люблинское воеводство. Население — 12 400 человек (на 2004 год).

## Сельские округа
1. Быхавка-Друга
2. Быхавка-Друга-Колёнья
3. Быхавка-Первша
4. Быхавка-Тшеча
5. Быхавка-Тшеча-Колёнья
6. Галензув
7. Галензув-Колёнья-Друга
8. Галензув-Колёнья-Первша
9. Гродзаны
10. Юзвув
11. Косажев-Дольны-Колёнья
12. Коверск
13. Лесничувка
14. Ленчица
15. Марысин
16. Ольшовец
17. Ольшовец-Колёнья
18. Осова
19. Осова-Колёнья
20. Подзамче
21. Романув
22. Скавинек
23. Стара-Весь-Друга
24. Стара-Весь-Первша
25. Стара-Весь-Тшеча
26. Уршулин
27. Вандзин
28. Винцентувек
29. Воля-Дужа
30. Воля-Дужа-Колёнья
31. Воля-Галензовска
32. Воля-Галензовска-Колёнья
33. Задембе
34. Зарашув
35. Зарашув-Колёнья
36. Здрапы

## Соседние гмины
1. Гмина Яблонна
2. Гмина Кшчонув
3. Гмина Стшижевице
4. Гмина Высоке
5. Гмина Закшев
6. Гмина Закшувек